# Come sei bella/Ma cosa è stato
Come sei bella/Ma cosa è stato è un singolo di Pupo.
Contiene due brani, omonimi del singolo, che verranno inserite nell'album d'esordio del cantante, Come sei bella, pubblicato nel 1977.

## Tracce

### Lato A
- Come sei bella (E. Ghinazzi-A. La Bionda)

### Lato B
- Ma cosa è stato (E. Ghinazzi-G. Tinti)

## Classifiche
| Classifica (1977) | Posizione |
| ----------------- | --------- |
| Italia            | 42        |